# Неофит VIII
Патриа́рх Неофи́т VIII  (греч. Πατριάρχης Νεόφυτος Η΄, в миру Иоаким Папаконстантину, греч. Ἰωακείμ Παπακωνσταντίνου; 1832, Проти, Македония — 5 июля 1909, Антигона, Османская империя) — епископ Константинопольской православной церкви, Константинопольский Патриарх (1891—1894).

## Биография
Родился в 1832 году в семье священника Константина Папаконстантину в греческом селе Проти в Македонии (ном Серре); первоначальное образование получил в монастыре Икосифиниссы, где и принял монашеский постриг.
С 1851 года учился в Богословском училище на острове Халки, которое окончил в 1858 году и некоторое время преподавал в церковных школах Драмской епархии. Затем учился в Германии, где слушал лекции профессоров Мюнхенского университета, в частности Игнаца фон Дёллингера.

## Епископское служение
В 1867 году был избран епископом Элевферопольским и рукоположён в сан епископа 18 ноября 1867 года (интронизация состоялась 26 ноября).
19 января 1872 года был избран митрополитом Филиппопольским, на место осуждённого Панарета (Мишайкова) (см. греко-болгарская схизма).
14 ноября 1880 года стал управляющим Адрианопольской митрополии.
7 марта 1887 году назначен на Пелагонийскую кафедру (в Битоле), но ввиду политических осложнений, в 1891 году перемещён в Никополь.

## Патриаршество
Прибыв в 1891 году, по смерти Патриарха Дионисия V в августе того же года, в Константинополь для участия в патриарших выборах, неожиданно обнаружил, что представлен в числе 3-х кандидатов на патриарший престол. Такой манёвр был предпринят членами Синода для предупреждения возможности восстановления на престоле бывшего Патриарха Иоакима III — вопреки агитации греческого правительства Афин, которое стало поддерживать Иоакима после изъятия Портой из списка Германа Ираклийского. Был избран на Патриарший престол как фигура, могущая устроить сторонников Ираклийского митрополита Германа. Последний стал ключевой фигурой в управлении Патриархией в его патриаршество.
В 1892 году в Константинополь прибыла инкогнито делегация белокриницких старообрядцев для выяснения ряда вопросов о митрополите Амвросии (Папагеоргопулоса), бывшем Босно-Сараевском (основателе Белокриницкой иерархии); русский посол Нелидов поручил тайному агенту правительства греку Беглери наблюдение за ними, а также принятие необходимых мер для срыва их миссии. Когда Беглери поспешил предупредить Патриарха, то обнаружилось, что тот уже имел с ними беседу. Патриарх и Синод решили предоставить депутации (Фёдору Симоновичу Малкову из Чернигова, Василию Ефимовичу Мельникову (брат Фёдора Мельникова) и другим) выписку из решения Синода от 1875 года, по которой Амвросий считался в 1846 году αὐτοκαθαίρετος.
В 1893 году сумел благоприятно разрешить спор с Портой из-за греческих школ; однако, ему не удалось совершенно отклонить распоряжение правительства об обязательном изучении турецкого языка в них: он был введён в программу средних школ, а в начальные школы ещё не был допущен.
25 октября 1894 года был удалён по требованию Синода из-за нежелания подписать послание к автокефальным православным Церквам с призывом о защите от притеснений Порты.
Поселился на острове Антигона в собственном доме, где и скончался 5 июля 1909 года. Погребение было совершено на острове Халки Константинопольским патриархом Анфимом VII в присутствии семи митрополитов.